# 彈指事件
彈指事件（英語：或），或稱大毀滅（Decimation），是虛構宇宙漫威電影宇宙中發生的一系列重大事件。2018年，薩諾斯戴上鑲嵌六顆無限寶石的無限手套打響指，使全宇宙為數一半的生命同時灰飛煙滅。五年後的2023年，倖存的復仇者通過時間旅行再次集齊六顆寶石，布魯斯·班納打響指將被消滅的生命復活。「彈指事件」包括全宇宙為數一半的生命被消失以及復活的整個過程。生命在消失時迅速化成塵埃，復活時重新出現於消失時所處地點，對過去五年間所發生的事情一無所知。
截止至2021年，彈指事件出現於漫威電影宇宙第三階段和第四階段的多個影視項目之中，該事件首次出現於2018年電影《復仇者聯盟3：無限之戰》，在2018年電影《蟻人與黃蜂女》的片尾彩蛋和2019年電影《驚奇隊長》的片尾彩蛋中提及，此後出現於《復仇者聯盟4：終局之戰》、《蜘蛛人：離家日》、《汪達幻視》、《獵鷹與酷寒戰士》、《尚氣與十環傳奇》、《永恆族》、《鷹眼》和《蜘蛛人：無家日》。
彈指事件造成巨大深遠的後續影響。例如在《蜘蛛人：離家日》中描繪了一些具有喜劇效果的場面，學校樂隊成員突然復活在籃球比賽賽場內，復活後的哥哥或姐姐的年齡比他們的弟妹還小。 還有些復活的人們會造成混亂，或者發現他們的親人已經離世，很多人面臨著不確定的未來。漫威影業總裁凱文·費吉稱彈指事件是漫威電影宇宙時間線上的一個重要節點，類似於2012年電影《復仇者聯盟》第三幕中的紐約大戰，會影響此後多個漫威電影宇宙影視項目的故事情節。彈指事件還被凱文·費吉以及相關媒體類比喻為在現實世界中產生持續重大影響的2019冠狀病毒病疫情。

## 名稱
2018年電影《復仇者聯盟3：無限之戰》上映之後，該事件被影迷稱為「彈指」（"The Snap"）或「彈指消滅」（"The Snappening"）。在布蘭登·T·史奈德創作的搭售小說《漫威復仇者：無限之戰：宇宙探索第二卷：餘波》（Marvel’s Avengers: Infinity War: The Cosmic Quest Volume Two: Aftermath）中，將該事件稱為「大毀滅」（"The Decimation"），該名稱未在其他官方媒體中出現。該事件在2019年電影《蜘蛛人：離家日》中被廣泛稱為。
凱文·費吉隨後明確指出：
- 指代在2018年電影《復仇者聯盟3：無限之戰》中，薩諾斯戴上鑲嵌六顆無限寶石的無限手套（英语：The Infinity Gauntlet）打響指（英语：Finger snapping），使全宇宙為數一半的生命同時灰飛煙滅；
- 則指代在2019年電影《復仇者聯盟4：終局之戰》中，倖存的復仇者通過時間旅行再次集齊六顆寶石，布魯斯·班納打響指將被消滅的生命復活[11]。

儘管凱文·費吉做出如此明確的表述，這兩個連續事件仍在2021年Disney+影集《汪達幻視》和《獵鷹與酷寒戰士》中被合稱為「彈指事件」（"The Blip"）。該名稱的含義也被進一步引申，可指代兩個事件發生期間的五年時間內地球上一半的生命同時灰飛煙滅:04:36–04:41:11:24–11:29。

## 知名人物

### 死亡者
彈指事件造成全宇宙為數一半的生命灰飛煙滅，其中包括：
- 詹姆斯·「巴奇」·巴恩斯（James "Bucky" Barnes）[17]
- 庫柏·巴頓[18]
- 蘿拉·巴頓（英语：Cooper Barton）[18]
- 萊拉·巴頓[18]
- 納森尼爾·巴頓[18]
- 葉蓮娜·貝洛娃[19]
- 貝蒂·布蘭特（英语：Betty Brant）[1]
- 「毀滅者」德克斯[17]
- 珍·佛斯特[18]
- 尼克·福瑞[17]
- 格魯特[17]
- 瑪莉亞·希爾[17]
- 傑森·艾略諾（英语：Jason Ionello）[20]
- 奈德·利茲（英语：Ned Leeds）[1]
- 螳螂女[17]
- 蜜雪兒·「MJ」·瓊斯（英语：MJ (Marvel Cinematic Universe)）[1]
- 汪達·馬克希莫夫[17]
- 威爾弗雷德·內格爾[21]
- 梅·帕克[a][1]
- 彼得·帕克[17]
- 漢克·皮姆[17]
- 彼得·奎爾[17]
- 莫妮卡·拉姆博（英语：Monica Rambeau）[22]
- 貝蒂·羅斯[16]
- 雷霆·羅斯[18]
- 艾瑞克·賽維格（英语：Erik Selvig）[18]
- 舒莉[18]
- 希芙[16]
- 史蒂芬·史傳奇[17]
- 帝查拉[17]
- 閃電·湯普森[1]
- 荷普·汎戴茵[17]
- 珍妮特·汎戴茵[17]
- 山姆·威爾森[17]
- 大部分瓦坎達軍人

### 倖存者
經歷薩諾斯引發的彈指事件之後的倖存者包括：
- 艾賈克（英语：Ajak）[23]
- 布魯斯·班納[17]
- 克林特·巴頓[17]
- 凱特·畢夏普（Kate Bishop）[24]
- 雪倫·卡特（Sharon Carter）[b][25]
- 卡蘿·丹佛斯（Carol Danvers）[17]
- 布萊德·戴維斯（Brad Davis）[1]
- 諸克[23]
- 吉爾伽美什（英语：Forgotten One (comics)）[23]
- 羅傑·哈靈頓（英语：Roger Harrington）[1]
- 泰勒·海沃德（英语：Tyler Hayward）[26]
- 快樂·霍根（Harold "Happy" Hogan）[17]
- 霍華鴨（Howard the Duck）[16]
- 伊卡利斯（Ikaris）[23]
- 金勾[23]
- 寇格（英语：Korg (comics)）[27]
- 凱西·朗恩（Cassie Lang）[28]
- 史考特·朗恩（Scott Lang）[c][17]
- 瑪雅·洛佩茲（英语：Echo (Marvel Comics)）[30]
- 威廉·洛佩茲（William Lopez）[30]
- 瑪卡瑞（英语：Makkari (comics)）[23]
- 恩巴庫（M'Baku）[17]
- 米克（英语：Miek）[27]
- 卡莉·摩根索（英语：Karli Morgenthau）[31]
- 涅布拉（Heist Nebula）[17]
- 奧科耶（Okoye）[17]
- 費斯托斯[23]
- 小辣椒·波茲（Pepper Potts）[17]
- 瑪莉亞·拉姆博（英语：Maria Rambeau）[22]
- 詹姆斯·羅德斯（James Rhodes）[17]
- 火箭[17]
- 史蒂芬·羅傑斯（Steve Rogers）[17]
- 娜塔莎·羅曼諾夫（Natasha Romanoff）[17]
- 瑟西[23]
- 絲派特（英语：Sprite (Eternal)）[23]
- 東尼·史塔克（Tony Stark）[17]
- 薩諾斯（Thanos）[32]
- 聖娜[23]
- 索爾[17]
- 瓦爾基麗（Valkyrie）[17]
- 王[17]

## 與漫畫的不同之處
在漫威漫畫發行的漫畫中，該事件出現於1991年的《無限手套》中，薩諾斯為取悅死亡女神，開始蒐集無限寶石。

## 備註
1. ↑  曾被認為是倖存者[16]。
2. ↑  曾被認定為死亡者[18]。
3. ↑  曾被認定為死亡者[29]。

## 資料來源
1. 1 2 3 4 5 6 7 8 9  Greby, James. . Vulture. 2019-07-04  [2021-03-07]. （原始内容存档于2021-02-12） （美国英语）.
2. 1 2  凱拉特. . 電影神搜. 2018-12-06  [2021-04-08]. （原始内容存档于2021-09-15） （中文（臺灣））.
3. ↑  Abrams, Simon. . The New York Times. 2021-03-09  [2021-03-09]. （原始内容存档于2021-03-03） （美国英语）.
4. ↑  White, James; Hewitt, Chris; Travis, Ben. . Empire Magazine. 2019-09-08  [2021-03-06]. （原始内容存档于2019-08-09） （美国英语）.
5. ↑  Francisco, Eric. . Inverse. 2021-02-13  [2021-03-08]. （原始内容存档于2021-02-14） （美国英语）.
6. ↑  Romano, Nick. . Entertainment Weekly. 2019-07-02  [2021-03-08]. （原始内容存档于2019-07-02） （美国英语）.
7. 1 2  Wary, Adam. . Variety. 2021-01-11  [2021-03-08]. （原始内容存档于2021-02-27） （美国英语）.
8. ↑  Baxter, Joseph. . DenOfGeek.com. 2021-01-11  [2021-03-08]. （原始内容存档于2021-02-18） （美国英语）.
9. ↑  . comicbook.com. Comic Book. 2018-04-30  [2021-04-20]. （原始内容存档于2021-04-23） （美国英语）.
10. ↑  Polo, Susana. . Polygon. 2018-12-06  [2021-03-08]. （原始内容存档于2021-01-25） （美国英语）.
11. ↑  Davis, Erik. . Fandango Media. 2019-07-07  [2021-03-11]. （原始内容存档于2019-07-07） （美国英语）.
12. ↑  Riesman, Abraham. . Vulture. 2021-01-29  [2021-01-29]. （原始内容存档于2021-01-29） （美国英语）.
13. ↑  Baker, Chrishaun. . Screen Rant. 2021-04-06  [2021-04-09]. （原始内容存档于2021-04-17） （美国英语）.
14. ↑  Esfarjani, Bobak; McDonnell, Megan. . . 第1季. 第4集. 2021-01-29  [2021-12-15]. Disney+. （原始内容存档于2021-10-06） （美国英语）. Dismal. Lost half my personnel in the Blip and half of those remaining have lost their nerve.
15. ↑  Spellman, Malcolm. . . 第1季. 第1集. 2021-03-19  [2021-12-15]. Disney+. （原始内容存档于2021-03-20） （美国英语）. But basically, they think that the world was better during the Blip.
16. 1 2 3 4 5  Bradley, Bill. . HuffPost. 2018-05-12  [2018-05-14]. （原始内容存档于2018-05-14） （美国英语）.
17. 1 2 3 4 5 6 7 8 9 10 11 12 13 14 15 16 17 18 19 20 21 22 23 24 25 26 27 28 29 30 31 32  Dockterman, Eliana. . Time Magazine. 2018-04-27  [2021-03-06]. （原始内容存档于2020-12-02） （美国英语）.
18. 1 2 3 4 5 6 7 8 9  Hood, Cooper. . screenrant.com. 2020-09-08  [2021-03-06]. （原始内容存档于2021-02-26） （美国英语）.
19. ↑  ELVY, Craig. . Screen Rant. 2021-12-15  [2021-12-15]. （原始内容存档于2021-12-16） （美国英语）.
20. ↑  Rao, Sonia. . The Washington Post. 2019-07-03  [2021-08-09]. （原始内容存档于2020-11-25） （美国英语）.
21. ↑  Perine, Aaron. . ComicBook.com. 2021-04-02  [2021-08-09]. （原始内容存档于2021-08-09） （美国英语）.
22. 1 2  . Slate. 2021-01-29  [2021-03-07]. （原始内容存档于2021-03-07） （美国英语）.
23. 1 2 3 4 5 6 7 8 9 10  Eisenberg, Eric. . CinemaBlend. 2021-11-09  [2021-11-09]. （原始内容存档于2021-11-10） （美国英语）.
24. ↑  Ortiz, Andi; Baysinger, Tim. . TheWrap. 2021-11-24  [2021-11-25]. （原始内容存档于2021-11-24） （美国英语）.
25. ↑  Hatchett, Keisha. . TVLine. 2021-04-28  [2021-07-28]. （原始内容存档于2021-07-28） （美国英语）.
26. ↑  Francisco, Eric. . Inverse. 2021-02-13  [2021-03-08]. （原始内容存档于2021-02-14） （美国英语）.
27. 1 2  Mithaiwala, Mansoor. . Screen Rant. 2019-04-26  [2021-08-10]. （原始内容存档于2019-05-02） （美国英语）.
28. ↑  Atkinson, John. . Screen Rant. 2020-12-07  [2021-08-09]. （原始内容存档于2020-12-11） （美国英语）.
29. ↑  . CinemaBlend. 2018-12-07  [2021-06-02]. （原始内容存档于2021-06-03） （美国英语）.
30. 1 2  Brown, Tracy. . Los Angeles Times. 2021-12-01  [2021-12-07]. （原始内容存档于2021-12-02） （美国英语）.
31. ↑  Bacon, Thomas. . Screen Rant. 2021-04-29  [2021-08-10]. （原始内容存档于2021-08-10） （美国英语）.
32. ↑  Agard, Chancellor. . Entertainment Weekly. 2018-04-27  [2021-08-30]. （原始内容存档于2011-02-14） （美国英语）.
33. ↑  The Thanos Quest (1990). Marvel Comics.

## 外部連結
- The Snap （页面存档备份，存于） at the Marvel Cinematic Universe Wiki
- The Blip （页面存档备份，存于） at the Marvel Cinematic Universe Wiki